# Stenopa vulnerata
Stenopa vulnerata är en tvåvingeart som först beskrevs av Friedrich Hermann Loew 1873.  Stenopa vulnerata ingår i släktet Stenopa och familjen borrflugor. Inga underarter finns listade i Catalogue of Life.